# زهرة محمد يعقوب
زهرة محمد يعقوب (بالفرنسية: Zara Mahamat Yacoub)‏ هي مُخرجة وصحفية تشادية.

## سيرتها الشخصية
خلال طفولتها، كان حُلم زهرة محمد هُو أن تصبح مُحامية. درست زهرة العلوم الإنسانية في جامعة انجامينا. درست بعد ذلك علوم الاتصال وتخصصت في الإعلام المرئي والمسموع في المعهد الوطني للسمعي البصري في بري سير مارن في فرنسا.
بعد عودتها إلى تشاد، عملت زهرة كمُقدمة برامج وصحفية في إحدى الإذاعات المحلية. بعد تأسيس قناة تلفزيون تشاد، التحقت زهرة بالقناة وشغلت منصب رئيسة البرامج فيها. كانت زهرة في تلك الفترة المرأة الوحيدة بين طاقم القناة بأكمله. بعد ذلك، تولت زهرة يعقوب منصب المدير العام للتلفزيون الوطني التشادي. عملت أيضًا كصحفية في قناة جنوب أفريقية هي «قناة أفريقيا» (بالإنجليزية: Channel Africa)‏.
اشتغلت زهرة محمد لعدة سنوات ضمن اتحاد الإذاعات الخاصة في تشاد (بالفرنسية: (Union des Radios Privées du Tchad)‏. كما ترأست بعد ذلك إذاعة خاصة في تشاد تُسمى «دجا إف إم» (بالفرنسية: Dja FM)‏. كانت زهرة أول امرأة تشادية تُؤسس وتُطلق إذاعة خاصة في تشاد. وقد صرحت بأن المحطات الإذاعية بشكل عام تلعب دورا محوريا في النهوض بالتنمية في تشاد.
بالإضافة إلى مسيرتها المهنية في التلفزيون التشادي، أنتجت زهرة مُحمد العديد من الأفلام القصيرة، مُعظمها كان وثائقيا، وقد أنتجتها مع شركة الإنتاج الخاصة بها المُسماة (بالفرنسية: Sud Cap Production)‏ والتي أسستها في عام 2001. تُناقش في أفلامها بشكل كبير مواضيع حقوق الإنسان، ولا سيما موضوع المُساواة بين المرأة والرجل في تشاد. أثار فيلمها القصير الذي حمل عنوان «مُعضلة أُنثوية» (بالفرنسية: Dilemme au féminin)‏، أثار الكثير من الجدل في البلاد، حيث كان الفيلم قد انتقد موضوع ختان الإناث. أدى الفيلم إلى احتجاجات قوية في البلاد وصدرت فتوى ضد الفيلم بسبب مشاهد العُري ومواد أخرى مرفوضة.
في عام 2015، أُلقي القبض عليها بعد شجار نشب بين عائلتها وبعض التجار الذين أرادوا شراء منزلها. أُطلق سراح زهرة بعد ذلك. خضعت زهرة لدورة تدريبية حول تغطية الانتخابات في عام 2016، ركزت فيها بشكل أساسي على مهارات إعداد التقارير وأخلاقيات المهنة والسلوك المهني.

## أفلامها
- 1994: فيلم «مُعضلة أُنثوية» (بالفرنسية: Dilemme au féminin)‏.
- 1995: فيلم «أطفال الشوارع» (بالفرنسية: Les Enfants de la rue)‏.
- 1996: فيلم «الطفولة والشباب» (بالفرنسية: La Jeunesse et l'emploi)‏.
- 1996: فيلم «أطفال الحرب» (بالفرنسية: Les Enfants de la guerre)‏.
- 1999: فيلم «طفولة مُصادرة» (بالفرنسية: Enfance Confisquée)‏.
- 2002: فيلم «مراد ألما إيندا داو» (بالفرنسية: Marad Al Ma Inda Daw)‏.